# Douglas C-133 Cargomaster
Douglas C-133 Cargomaster là một loại máy bay chở hàng cỡ lớn được hãng Douglas Aircraft Company chế tạo giai đoạn 1956-1961 cho Không quân Hoa Kỳ.

## Quốc gia sử dụng

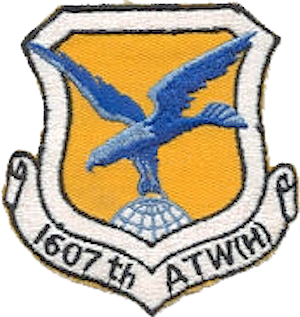
1607th ATW

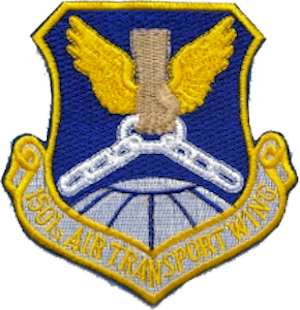
1501st ATW

Hoa Kỳ
- Không quân Hoa Kỳ

## Tính năng kỹ chiến thuật (C-133B)
Dữ liệu lấy từ 
Đặc điểm tổng quát
- Kíp lái: 6
- Tải trọng: 110.000 lb (50.000 kg)
- Chiều dài: 157 ft 6 in (48.0 m)
- Sải cánh: 179 ft 8 in (54,8 m)
- Chiều cao: 48 ft 3 in (14,7 m)
- Diện tích cánh: 2.673,1 ft² (248,34 m²)
- Trọng lượng rỗng: 109.417 lb (49.631 kg)
- Trọng lượng có tải: 275.000 lb (125.000 kg)
- Trọng lượng cất cánh tối đa: 286.000 lb (130.000 kg)
- Động cơ: 4 × Pratt & Whitney T34-P-9W kiểu turboprop, 7.500 shp (5.586 kW)  mỗi chiếc
- * Khoang chứa hàng: 86 ft 10 in (26,47 m)

 Hiệu suất bay 
- Vận tốc cực đại: 312 kn (359 mph, 578 km/h)
- Vận tốc hành trình: 280 kn (322 mph, 519 km/h)
- Tầm bay: 3.560 nmi với 52.000 lb (23.587 kg) tải trọng (4.097 mi, 6.590 km)
- Trần bay: 32.300 ft (9.800 m)